# Sistema de Información Contable de la Seguridad Social de España
SICOSS (Sistema de Información Contable de la Seguridad Social) es el sistema contable que usa la seguridad social española desde 1991.
La carencia de una adecuada informatización de la contabilidad se hacía notar en todos los estamentos de la seguridad social española desde mediados de la década de 1980, en la medida en la que la importancia relativa de la Seguridad Social respecto del conjunto de la economía nacional había ido creciendo sistemáticamente desde finales de la década de 1970.
Por ello, resultaba imprescindible establecer un sistema contable que, como el SICOSS (Sistema de Información Contable de la Seguridad Social), respetara las peculiaridades que presentan todas y cada una de estas entidades gestoras, permitiese un tratamiento homogéneo de sus operaciones y la consolidación de sus datos para poder ofrecer una imagen correcta de su actuación como grupo.
La informatización de la contabilidad de la Seguridad Social siguió varias etapas: 
- En una primera se implantó un sistema nacional de control de operaciones en relación con los gastos de la Seguridad Social que comenzó a funcionar en el ejercicio de 1982 y que estuvo vigente hasta 1991.
- En 1991, el SICOSS se hizo cargo de la contabilidad de la seguridad social española, superando las carencias que presentaba la aplicación anterior. Dos años más tarde, en 1993, el SICOSS entró plenamente en funcionamiento, comprendiendo ya todas las áreas contables de la Seguridad Social y, en especial, la patrimonial y la del presupuesto de ingresos.
- A partir de 2006, comenzó a desarrollarse una nueva versión basada en tecnología Java/J2EE, la cual no entraría en Producción hasta el año 2013. En su momento, SICOSS era una de las aplicaciones más grandes construidas en Java en España.